# لا ! أصواتنا ليست عارا (كتاب)
لا ! أصواتنا ليست عارًا - مقابلات مع مثقفات من عالم الإسلام (بالفرنسية:Non ! nos voix ne sont pas une honte) هو كتاب بالفرنسية من تأليف حامد زنز يدعو فيه لاكتشاف «وجهًا أنثويًا آخر للمجتمع العربي المعاصر». وتم ذلك عن طريق سبعة عشر مقابلة مع مثقفات ملتزمات، البعض منهن متخصصات في الدراسات الإسلامية، وهو المجال الذي وصفه الكتاب بأنه «طالما كان في أيدي الذكور المسلمين». لكن الجميع يرفضون بشكل قاطع تطبيق الشريعة في بلادهن باعتبارها بوصفهن «معلومات عن العصور الإسلامية».

## عن الكتاب
صدر الكتاب في 10 أبريل 2015 من 80 صفحة، وقال الكاتب أنه «يجيب تمامًا على المثل العربي: أفضل خطاب هو الذي يقول كل شيء بكلمات قليلة».
في هذا الكتاب، يلعب حامد زنز دور المعترف العادي من خلال جمع التصريحات المؤثرة للمثقفين المسلمين أو غير المسلمين الذين يتحدثون بحرية عن كفاحهم وتجاربهم ووضع المرأة عربي مسلم أو غير مسلم يكافح من عتيقة دين احتكر المجتمع و «سلّع» المرأة في الجسد والعقل.

## وصف الكتاب
يقول حامد زنز في وصف كتابه:
خلال هذه الشهادات السبعة عشر، توقفت أولاً عن التفكير في ما يسمى بحركاتنا النسائية التي تواجه الإسلام في فرنسا بالشلل، حيث تعاني من مرض الزهايمر الذي جعلها صماء خرساء بلا ذاكرة. لأننا لا نسمعهم في وجه تقويض الإسلام السياسي الديني الذي يتم فتح غزوه للوهلة الأولى من خلال الحجاب، وهو معيار، والبرقع، وهو كفن امرأة سوداء. النسويات لدينا اللواتي لم يفوتن حتى الآن فرصة لإظهار وبالتأكيد بحق المطالبة براتب مماثل لراتب الرجل، للمطالبة بالحق في الإجهاض، لمعارضة الحرب من فيتنام الخ... قد تبخرت في هذا الفضاء الصحيح سياسيا وربما خوفًا من معاملتك كرهاب للإسلام. يقولون انهم يساريون. لقد استقالوا، مارسوا تشويهًا ذاتيًا، واستئصالًا لأحبالهم الصوتية، وتخلوا عن ريشهم للنساء العربيات، اللائي لا يبردن بالعين، ولا يخشون من التصفيات المجتمع، والرجال، للأسف، النساء: العاهرات، النساء الغربيات، المرتدين، النساء اللائي يسلكن عراة في الشوارع، والنساء اللائي لديهن أخلاق مذلة، والنساء دون عفة، نجس وحتى مجنون. بالنسبة لهؤلاء النساء الـ 17، إذا نسب الرجل نفسه «القلم»، فقد تركهن «الإبرة» لقفله بين أربعة جدران في المهام المنزلية. لكني أرى أن الإبرة، بالنسبة لهم، هي ما يحث المجتمع الذي يعتبر المرأة «ملحقًا للرجل»، كطبقة لتجعل الأمة الإسلامية تزدهر. أعتقد أنه من خلال النساء فقط سيتم هزيمة الظلامية. يجب أن ندعمهم.

## شخصيات الكتاب[4]
- فوزية الشرفي - فيزيائية وأستاذة بجامعة تونس.

تعرب عن أسفها لاختفاء السبب الحاسم الذي فقدته لعدة قرون، وتريد بشدة العثور عليه. بينما ترحب «بإشراق» الحضارة الإسلامية وبمساهمة الجبر على وجه الخصوص، فإنها تنسى أن تقول إن الكثير من هذه الحضارة قام بها غير المسلمين والملحدون، لقد جعل الإسلام تخصصًا في دمجهم. قد يكون هناك ذكر حالة الخوارزمي (مخترع علم الجبر)، الكندي، ابن رشد، الفارابي، الطبيب الشهير ابن سينا، تنتقد فوزية الشرفي الأعمال التي تميل إلى منح القرآن «معجزات علمية» (إعجاز علمي) وتزعم أن كل العلم، حتى الحديث، «موجود» في النص القرآني.
- أبنوس شلماني - مخرجة وكاتبة الفيلم الفرنسي الإيراني.

تقول أن الأخوان المسلمون، «المهووسون بجسد المرأة»، عن طريق التدبير التواضع، يأتي من حقيقة أن «الملتحين قد بالغوا جنسياً في جسد المرأة». تغني المزيج الذي يجعلك تتعلم كيف تتخطى «التواطؤ وتقبل الآخر كإنسان». إنها حزينة لرؤيتها في باريس «أن امرأة في أرض الثورة الفرنسية مغطاة بالحجاب الأسود». هذا «الحجاب هو فوق كل شيء سياسي» و «الشريعة الإسلامية لا يمكن أن تتفوق على قانون الجمهورية».
شجبت استخدام كلمة «الاسلاموفوبيا»،  وهو مصطلح يستخدمه ذوو اللحى لإسكات النقاد  . إنها تقدر الروح التحررية «يجب إطلاق الجسد والروح معًا. إنه رفض كل المعتقدات، إنها حرية كاملة».
- سعيدة كيلر مساهلي - أكاديمية سويسرية تونسية

توضح منذ البداية موقفها: «نعم، من الممكن للنساء والرجال أن يحرروا أنفسهم تحت الإسلام». وهي تترأس منتدى الإسلام التقدمي. ولاحظت أن «اغتصاب الساحة العامة من قبل الإسلام أصبح برنامجًا سياسيًا»، لكن يبدو أنها تتجاهل أن الإسلام كان دائمًا مشروعًا سياسيًا. وتريد من اليمين السويسري أن «يعرض جرائم الإسلاميين، جرائم الشرف، الزواج القسري، تشويه الأعضاء التناسلية، البرقع، معاداة السامية، الجهادية، إلخ كأنه الإسلام».
- إلهام المانع - عالمة سياسية سويسرية يمنية.

تشجب الإسلام باعتباره «أيديولوجية سياسية دينية تشير إلى النساء كمصدر للنائب» ، وباعتباره «أيديولوجية تعتبر الرجل حيواناً مسعوراً»، وأنها «حريصة على اللحم الأنثوي وغير قادر على التحكم في نبضاته». وتتابع قائلة: «إذا أدركنا الأصل الإنساني للقرآن، يصبح من الأسهل الاعتراف بأن محتواه لم يعد متكيفًا مع واقع اليوم وفصل الدين عن الدولة». إنه يعارض تعليم الفكر الإسلامي في المساجد الذي يوجه الولاء «للأمة».
- أمل جرامي - أستاذة بكلية منوبة في تونس.
- تقول جرامي إن الهدف النهائي للخطاب الديني هو «تعزيز امتيازات الذكور». تنتقد النساء الإسلاميات اللائي يقدمن أنفسهن على أنهن «في خدمة المصلحة العامة» والذين يعتقدون أنهن «شرط ضروري للعمل السياسي» ومع ذلك، تجد أنها «المنافسة بين النساء الإسلاميات والمفتين» في أعمال التبشير. انتقاداتها القاسية، أطلقت على جماعة الإخوان المسلمين الذين يقبلون فقط المرأة «الزوجة، الأم، الأخت أو الابنة» وجعل «لا مجال للأرملة، واحدة...». لأن إدراك الأمة، من الضروري «تدجين المرأة»، الأمر الذي سيؤدي إلى الهدف النهائي، وهو وضع الشريعة. هذه صرخة ثورة أمل ك بسماع شريحة التبخير مع زعماء المسلمين في فرنسا الذين يدعون أن الشريعة هي متوافقة مع الجمهورية.
- رجا بن سلامة - محللة نفسية وأكاديمية تونسية.

تعرب عن غضبها من تعدد الزوجات، وهي مؤسسة أصبحت غير قابلة للتغيير بسبب «إغلاق كل التفسيرات» وإبعاد العقل. لقد أطلقت خطابها ضد الوهابية و «تدينها الوهمي»، ضد الإخوان المسلمين والسلفيين الذين شعارهم «الإسلام صالح لجميع الأوقات وجميع الأماكن» يؤدي فقط إلى «تطبيق الشريعة». وأن الإسلام «مرتبط جدًا بالآخرة» ويدفع المؤمنين إلى الشهادة.
- زهرة إبراهيم - أكاديمية مغربية.

بالنسبة إلى زهرة، "  يتم إدراك الجسد المادي صراحةً في المشهد الاجتماعي لأنه الوجود الثقافي والثقافي للوجود  ". إنها لا تعتبر عنوان كتابها " بمثابة مصالحة بين إيروس والمقدس لأن المقدس لم ينفِ أبداً إيروسات ولا يختلط بها  ". "  مقدس في الإسلام يدون وجود تآكل في الكتابات القرآنية والسنة من خلال إدراج حدود الشرعي (حلال) والخطأ (حرام).
- سناء العجي - صحفية مغربية.

سناء العجي على نفس خط كالبنوس شلماني تقول «الرجل الذي لا يتحكم في غرائزه هو حيوان». تدين التحرش الجنسي، نتيجة الفصل العنصري بين الرجال والنساء في الأماكن العامة والافتقار إلى التنوع بين الجنسين.
إنها تنتقد المجتمع الإسلامي لأن كل شيء عن القانون الخاص، «الزواج والطلاق والعلاقات الجنسية مشتق مباشرة من القانون القرآني».
تدين سناء فرض «الاعتقاد الذي يسمح بالقبض على الأشخاص المتهمين بالإلحاد». لكنها، على نحو غريب للغاية، تمنح «سلطة فرض واجب الصلاة، معاقبة غير الصائمين في رمضان».
- علا عباس - مقدمة سابقة للتلفزيون الحكومي السوري في دمشق.

استقالت من منصبها كمذيعة التليفزيون الرسمي السوري عام 2012 بعد 12 عامًا من الخدمة الموالية. نشرت مؤخرًا، أنها ترى أن «العرب محكوم عليهم بالتعاون أو الصمت أو الذهاب إلى المنفى أو الذهاب إلى السجن» وأنها «لم تكن حرة مطلقًا في سوريا، مثل أي امرأة في هذا الشرق الكبير». ما يديم وضع المرأة، هو أن النساء الأخريات اللواتي وقعن ضحية أنفسهن وينتهي بهن الإنجاب في نزولهن إلى نفس أوضاع الاستعباد. وفي النهاية تقول «بدون تحرير المرأة، لا حرية ولا للرجل ولا للمجتمع».
- رندة قسيس - عالمة أنثروبولوجيا سورية.

تدين الثقافة الإسلامية التي تمنع أي تحرير لخيال الإنسان لأنه في الإسلام «كل شيء يأتي من الله». إنها ثقافة جماهيرية «تسحق الفرد». إنها تدين ثقافة «غشاء البكارة»، البكارة بأنها «شهادة حسن السيرة والسلوك». فيما يتعلق بموضوع البكارة في الإسلام، يمكننا تسليط الضوء على سخافة إصلاح غشاء البكارة، هذه البكارة الزائفة التي تستجيب لنفاق المجتمع الإسلامي. بالنسبة إلى رندة، «لقد أصبح الجنس هو المحرك الرئيسي وغير الواعي للتفكير الإسلامي».
- ألفة يوسف - محللة نفسية وعالمة الإسلام التونسية.
- تقول ألفة أن الله وحده لديه حقيقة القرآن لأن «جميع القراءات تظل نسبية». لقد فشلت في القول إن العديد من الآيات في القرآن واضحة ولا تحتاج إلى مزيد من القراءة. تقول أن جملة (والله أعلم) أنها اقتبس المفتين الذين يستخدمون هذه العبارة للتغطية على جهلهم للموضوع، وبالتالي التهرب من صعوبة ذلك. إنها تدرك أن مشكلتها ليست مع الله ولكن مع البشر.
- منية سانكلي - فيلسوفة تونسية.

تعتبر الحجاب أو النقاب «عنفاً وجريمة قتل ضد الجسد». وتقول «رسالة الحجاب واضحة جداً، تعلن موت الجثة». «الحضارة العربية الإسلامية وجميع الأديان كانت لها علاقة مميزة ومزدهرة مع الجسد». الإسلام، من خلال الحجاب، يعاقب الجسد لأنه ارتكب جرائم الحياة.
أخبرتنا، أخيرًا، أن المرأة «يمكنها أن تلعب العاهرة أو الفاضلة، يمكنها أن تفعل كل شيء تحت الحجاب». الحجاب والبرقع هي آثارها للنفاق.
- فرح كاي - صحفية بلغارية مغربية.

تقول أنه باسم الله تعرضت للضرب والإساءة من قبل والدها، بتواطؤ من والدتها. أصيبت بصدمة من سفاح القربى في ملفها، ووضعت في منزل بالتبني وعرفت بالخدمات الاجتماعية. بالنسبة إلى فرح، «اللعب أمام الجمهور ممتع للغاية وينقذ حياتها».
رسالتها: «من الجيد أن تتمكن من الخروج من الصدمة العنيفة: إنها تسمى المرونة.»
- نادية الفاني - مخرجة تونسية.

بالنسبة لنادية الفاني، الناشطة والمنتجة التونسية، شعارها «بدون علمانية، لا ديمقراطية». تحت عنوان"Ni Allah ni maître"، تم عرض فيلمها في تونس في عام 2011. وتلا ذلك تهديدات بالقتل وإهانات. بدا العنوان مستفزًا للغاية بحيث لا يمكن بثه في فرنسا حيث تم تغييره إلى Laïcité inchallah.
نعلم أنها عانت من كل الإهانات المحتملة، مثل: «الملحدة التونسي الصلعاء... الله يهلكها» أو «كانت اللعنة عليك يوم ولادتك وستكون يوم وفاتك». مما يدل على «فاحشة» المجتمع الإسلامي من وجهة نظرها.
رغم أن الدستور التونسي الجديد قد يبدو حديثًا في بعض النواحي، إلا أن ناديه الفاني لا تعتبره علمانيًا. في الواقع، يبدأ النص بـ «بسم الله الرحمن الرحيم» إشارة علمانية للانتماء الديني الإسلامي. بالنسبة لها، يجب أن يظل القانون الإلهي مسألة خاصة وليس مسألة مدنية.
- زينب الغزاوي - عالمة اجتماع مغربية للأديان.

كانت قد دافعت في المغرب عن حرية عدم الصوم خلال شهر رمضان. إنها تعارض الحجاب والنقاب الذي تعتبره "رمزًا للانتماء إلى هوية إسلامية وهمية"، إنها على نفس المنوال مع جومانا حداد، فهي تريد أن تحرر جسد المرأة: "  شباب الغرب من المسلمين هم عذرية مقدسة في الوقت الذي تجاوز فيه الشباب ذلك في المغرب  ". تتناقض مع مالك شبل الذي يجادل بأن الإسلام لا علاقة له بصعوبات دمج المسلمين في فرنسا: " أعتقد أن الإسلام هو السبب الرئيسي الذي يمنع أتباعه، الذين يريدون تطبيق مبادئه على الرسالة، من الاندماج في المجتمع الفرنسي  .
- ليلى سليماني - الروائية المغربية.

تتخذ ليلى سليماني، وهي مغربية تعيش في باريس، خطوة أخرى في كتابها Dans le jardin de l'ogre من خلال علاج موضوع من المحرمات: الإدمان الجنسي على المؤنث، «الشهوة الجنسية» التي تعني في العصر الفيكتوري النساء اللواتي كانوا يعتبرون مجانين. المجتمع أقل صعوبة بالنسبة للرجل الذي يجمع الفتوحات. تبحث بطلة أديل من خلال الإحساسات الجنسية والهروب من حياته البرجوازية التي تُشعِر بالملل الشديد.
- جمانة حداد - صحفية وشاعرة لبنانية.

تعتبر جمانة حداد، الصحفية اللبنانية المرتدة، لا تطلب شيئًا لتحرير نفسها، وتطلبها وتتخذها. بالنسبة لها، يبدأ هذا التحرر بالتعليم والاستقلال المالي والحقوق المتساوية بين الجنسين. إنه يرفض الحجاب الذي لا يعبر عن «التنوع الثقافي» ولكنه «أداة للتمييز والتمييز الديني». لا يمكن للمرأة في النقاب أن تكون نسوية. إنها تريد تحرير المرأة في جسدها وعقلها. لذلك، أطلقت مجلة ثقافية مثيرة. يجب على المرأة أن تعيش رغباتها وتطالب بها.